# Hugh Percy, I duca di Northumberland
Hugh Percy, I duca di Northumberland (19 dicembre 1714 – 6 giugno 1786) è stato un nobile e politico inglese.

## Biografia
Nato Hugh Smithson, era il figlio di Sir Langdale Smithson, e di sua moglie, Philadelphia Revely. Discendeva da un'antica famiglia di proprietari terrieri delle West Midlands e nello Yorkshire. Alla morte del nonno paterno, nel 1733, ereditò il titolo di Baronetto.

## Carriera
Assunse un ruolo piuttosto importante in politica come seguace di Lord Bute, ed è stato uno dei consiglieri confidenziali di Giorgio III. Ha ricoperto la carica di Lord luogotenente d'Irlanda (1763-1765) e quella di Master of the Horse (1778-1780).
Nel 1756 fu insignito dell'Ordine della Giarrettiera e dal 1762 entrò a far parte del Consiglio Privato di Sua Maestà. al 1763 fu Cancelliere d'Inghilterra, fino a quando gli succedette Simon Harcourt, I conte Harcourt. Nel 1766 la contea di Northumberland divenne ducato ed inoltre gli venne attribuito il titolo di barone Lovaine nel giugno 1784 con una specifica speciale perché passasse al secondogenito Algernon
Fu anche mecenate del Canaletto e si contese con Francis Greville, I conte di Warwick, il possesso di alcune sue opere. Ricostruì Stanwick Park (1739-1740), fu uno dei 175 commissari per la costruzione del Ponte di Westminster, e fece costruire un osservatorio astronomico, si disegno di Robert Adam, a Ratcheugh Crag, a Longhoughton. Thomas Chippendale gli dedicò il suo Gentleman & Cabinet maker's director (1754).
I duchi furono i protettori di Robert Adam che progettò per loro gli interni neoclassici di Northumberland House, la loro casa londinese, demolita poi verso il 1870 in occasione della creazione di Trafalgar Square: la loro sala degli specchi è oggi ospitata nel Victoria and Albert Museum. Adam lavorò per il duca anche nella realizzazione degli interni di Syon House mentre ad Alnwick Castle, in Northumberland, il duca ingaggiò James Wyatt.

## Matrimonio
Sposò, il 16 luglio 1740, Lady Elizabeth Seymour (1716–1776), figlia di Algernon Seymour, VII duca di Somerset. Ebbero tre figli:
- Hugh Percy, II duca di Northumberland (14 agosto 1742-10 luglio 1817)
- Algernon Percy, I conte di Beverly (21 gennaio 1750-21 ottobre 1830)
- Lady Elizabeth Anne Frances Percy (morta nel 1761)

Dalla sua relazione con Elizabeth Hungerford Keate Macie, nacque un figlio:
- James Smithson (1765–1829), famoso per aver dato origine alla fondazione alla base dello Smithsonian Institute a Washington, D.C.[3].

Cambiò il suo cognome in Percy quando si sposò, attraverso un atto privato del Parlamento. Sua moglie era la baronessa Percy a pieno titolo, ed erede indiretta della famiglia Percy, che era una delle principali famiglie di proprietari terrieri d'Inghilterra e aveva precedentemente detenuto la contea di Northumberland per diversi secoli.